# Famille von Heland
Pour les articles homonymes, voir Heland.
 (octobre 2024).
Si vous disposez d'ouvrages ou d'articles de référence ou si vous connaissez des sites web de qualité traitant du thème abordé ici, merci de compléter l'article en donnant les références utiles à sa vérifiabilité et en les liant à la section « Notes et références ».
La famille von Heland est une famille de la noblesse suédoise, connue depuis le XVIIe siècle, anoblie en 1727. La branche principale a émigré, notamment en Australie dans les années 1880, et porte désormais le nom de Heland.

## Historique
La famille est originaire du Comté d'Östergötland. Un ancêtre de la famille serait l'imprimeur de régiment d'Östergötland Erik Andersson (1608-1672), qui a résidé dans les années 1652-1662 à Hestad, Skönberga, puis en Östergötland.
Son fils Claes prend le nom de Heland d'après le nom du domaine de son père, "heland" décrivant littéralement un terrain situé en hauteur (he + land). Il occupe le rang de maréchal des logis du régiment d'Östergötland. Il épouse Maria von der Fehr, fille d'un marchand de Stettin, cité de Poméranie alors suédoise, mais bientôt prussienne, et aujourd'hui polonaise. Il eut de cette union un fils : Gustav Heland.
Gustav (1680-1759) fit carrière à la Chancellerie royale, d'abord au service de la reine douairière Hedwige-Éléonore de Holstein-Gottorp puis au secrétariat royal des affaires civiles. Pas encore noble, il a soutenu la paysannerie dans les journées nationales, et a été secrétaire avec eux à la diète en 1726. Il fut alors anobli en 1727 dans le palais royal de Stockholm par le roi Frédéric Ier. Le nom et les armes de von Heland furent ensuite introduites en 1731 au registre des chevaliers sous le numéro 1841.

Armes du Comté d'Östergötland

Gustaf von Heland a été marié deux fois. Avec sa deuxième épouse, Magdalena Hedersköld ("Bouclier d'Honneur"), il a eu cinq enfants, dont beaucoup ont eu des postes importants dans l'administration. Un seul de ces enfants, le plus jeune fils, Charles Frederick von Heland, se maria, mais son seul enfant est resté célibataire. La famille a donc survécu grâce à un second mariage de Gustav avec Margareta Montin. Margareta Montin était une nièce de George Guthrie (George Guthrie était un officier écossais, colonel de l'armée du Roi de Pologne Jean Sobieski, qui leva sur ses deniers personnels un régiment de hussards qu'il mena lors de la bataille de Vienne de 1683, qui mit un terme au siège de la ville par les Turcs.), et la fille d'un juge de la juridiction ("kämnärsrätt") de l'île de Södermalm, alors le quartier pauvre de Stockholm. De leur fils aîné Johan von Heland descendent tous les membres suivants de la famille. Gustaf von Heland reçu dans la vieillesse le titre de directeur adjoint de la Chancellerie, et fut enterré dans la tombe Hedersköldska dans la cathédrale de Stockholm.
Johan von Heland fut premier secrétaire du conseil à l'évangélisation des Samis en Laponie, avant de rejoindre le secrétariat royal. Il occupa à partir de 1760 le poste de directeur adjoint de la Chancellerie. Il devint héraut de l'Ordre des Séraphins et de l'Ordre de l'Étoile polaire, et finit sa carrière au poste de secrétaire d'État. Johan von Heland épousa Margareta Bladh, qui appartenait à une famille bourgeoise de Vaasa en Finlande, liée à Gustaf af Wetterstedt (en). Un de ses fils, Carl von Heland, travailla à la Compagnie suédoise des Indes orientales et décéda en Chine. Son seul fils survivant épousa à l'étranger une membre de la famille noble suédoise d'origine allemande Anrep. C'est donc par le frère cadet de Carl von Heland, le major Isaac Wilhelm von Heland que la famille a survécu en Suède, ce dernier épousant un membre de la famille de propriétaires terriens Stéen.
La branche principale de la famille a émigré dans les années 1880 vers l'Australie, où ils portent simplement le nom de Heland. Une branche cadette survit encore en Suède.

## Personnalités
- Frans Isak von Heland (sv) (1843-1913) : compositeur de musique. Il fut lieutenant au régiment Svea Livgarde ("Gardes du Corps"), en 1864, capitaine en 1876 puis lieutenant colonel en 1894, colonel et enfin chef du régiment du Comté de Jämtland de 1897 à 1904. Cependant, il a commencé à étudier la musique avec Gille en 1865 et Hermann Berens en 1868. Il a notamment publié des opérettes devenues populaires comme Le tambour du régiment (1870), Le lieutenant et son adjoint (1874), C'était moi (1879), Le recrutement (1881) et Les oiseaux (1882), La veilleuse (1886). En outre, il a écrit des marches festives à pour les noces de Lovisa de Suède (1868) et pour les noces d'argent du couple royal (1882)[1].
- Erik von Heland (sv) (1894-1973) : homme politique suédois
- Hans von Heland (sv) (1902-1974) : Hans Karl Sten von Heland est né le 21 novembre 1902 à Stockholm. Il sort diplômé en 1926 de l'Institut national de Stockholm et a également étudié à la Stockholm School of Economics. Il a rejoint l'administration municipale en 1922, est devenu commissaire à la Poor Law Board en 1939, "drätselkamrer" en 1942, secrétaire permanent au comité de rémunération City College en 1945, était secrétaire aux finances de 1948 à 1955 puis enfin président de AB Stockholm Tramways de 1955 à 1965. Hans von Heland a organisé l'aide de la ville aux réfugiés pendant la Seconde Guerre mondiale vers le Danemark, la Norvège, la Finlande, la France, etc. Il a été président de l'Association des transports publics suédois et Directeur de l'International Public Transport Association en 1955, ainsi que président, membre ou expert de plusieurs commissions nationales et locales. Il a écrit des articles dans les journaux et les revues professionnelles, principalement sur des sujets sociaux et communautaires. Il est décédé le 5 mai 1974.
- Madeleine von Heland (sv) (1938-.) : spécialiste en histoire et histoire de l'art
- Maria von Heland (de) (1965 - .) : cinéaste à la carrière internationale

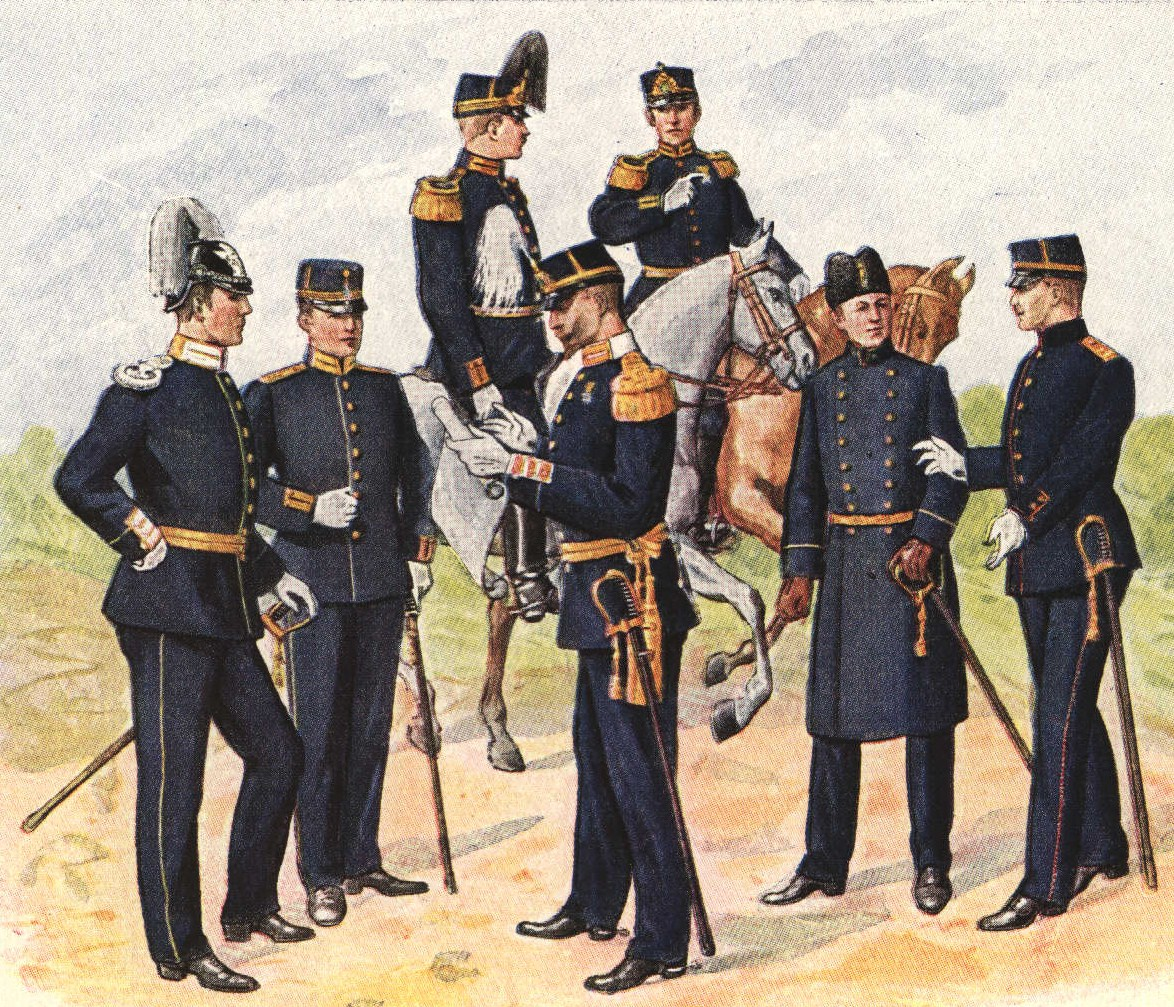
Sur la gauche : un officier du Svea Livgarde (1886)
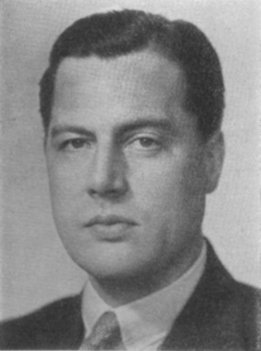
Erik von Heland
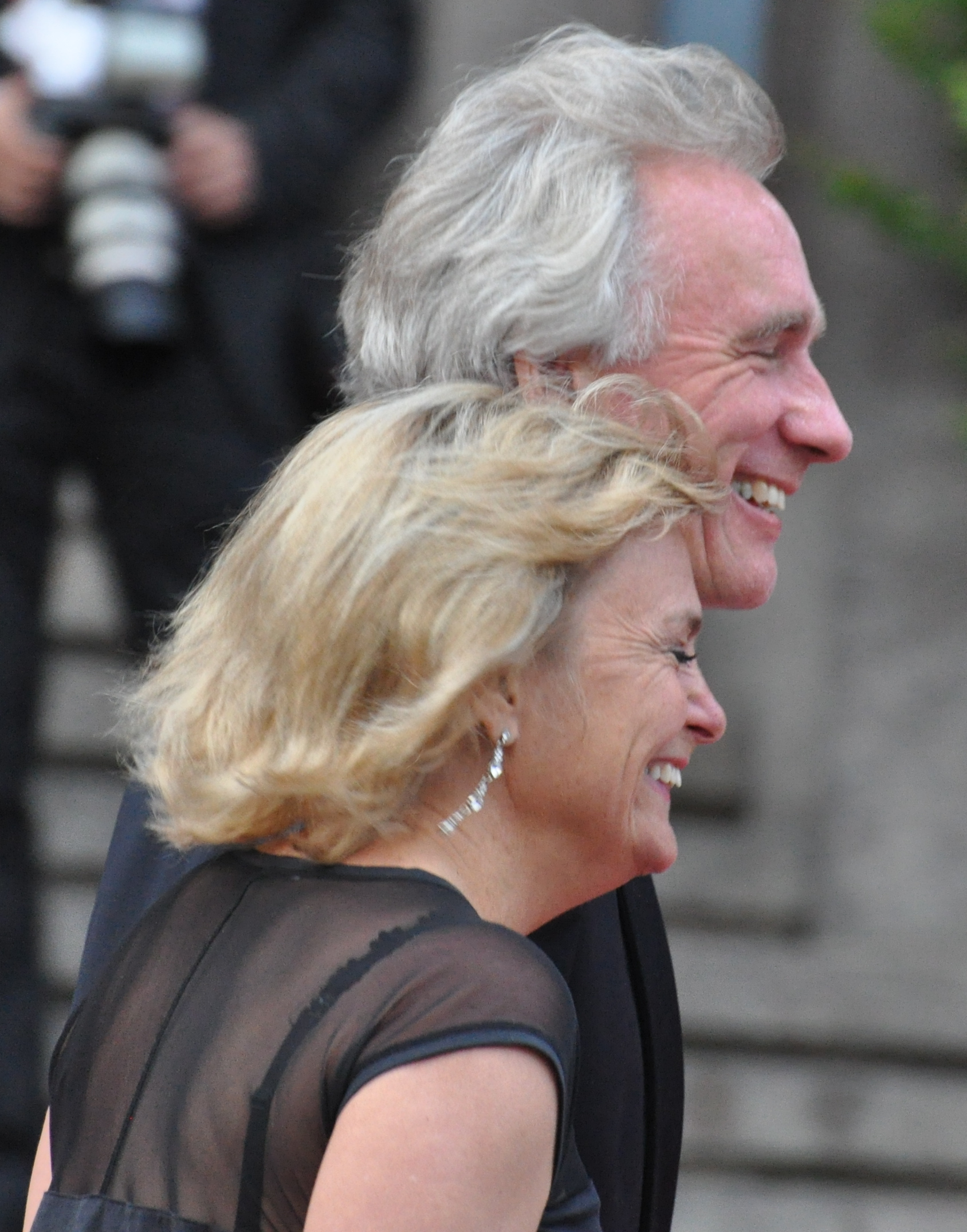
Karl-Johan von Heland au mariage de Victoria de Suède et de Daniel Westling